# واتسلاو ویدرا (بازیگر، زاده ۱۸۷۶)
واتسلاو ویدرا (چکی: Václav Vydra; ۲۹ آوریل ۱۸۷۶ – ۷ آوریل ۱۹۵۳) بازیگر سینما و تئاتر اهل کشور چکسلواکی بود. او بین سال‌های ۱۹۱۴ تا ۱۹۵۳ در ۳۱ فیلم بازی کرد. نوه او، واتسلاو ویدرا، متولد ۱۹۵۶، نیز یک بازیگر برجسته است.